# Phytomyza lusatica
Phytomyza lusatica este o specie de muște din genul Phytomyza, familia Agromyzidae, descrisă de Erich Martin Hering în anul 1955.
Este endemică în Germania. Conform Catalogue of Life specia Phytomyza lusatica nu are subspecii cunoscute.